# فربيون شمعي
فربيون شمعي (الاسم العلمي: Euphorbia antisyphilitica) هو نوع نباتي يتبع جنس الفربيون من الفصيلة اللبنية.